# Dudhani
Dudhani är en ort i Indien.   Den ligger i distriktet Solapur och delstaten Maharashtra, i den centrala delen av landet, 1 300 km söder om huvudstaden New Delhi. Dudhani ligger 445 meter över havet och antalet invånare är 12 735.
Terrängen runt Dudhani är platt, och sluttar västerut. Runt Dudhani är det ganska tätbefolkat, med 155 invånare per kvadratkilometer. Närmaste större samhälle är Afzalpur, 17,6 km söder om Dudhani. Trakten runt Dudhani består till största delen av jordbruksmark.